# ضغط جزئي

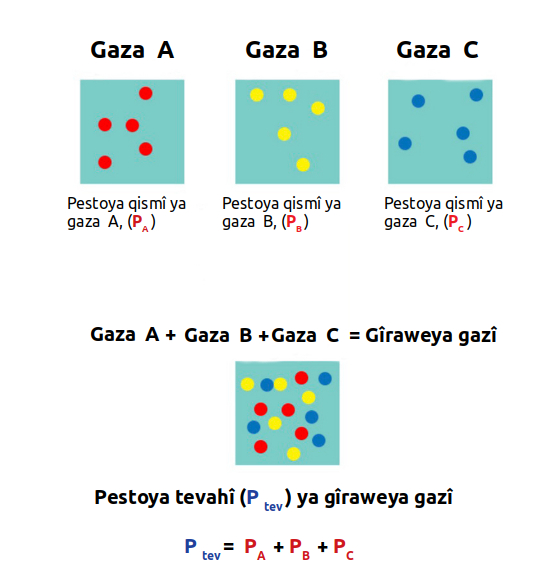

الضغط الجزئي في الفيزياء هو الضغط النظري الذي يؤول لأحد الغازات في مخلوط غازات. مثل الضغط الجزئي للأكسجين في الهواء (انظر أسفله). والضغط الجزئي هو ذلك الضغط الذي يمارسه الغاز إذا شغل بمفرده الحجم الموجود كله.

## أهميته
في علم الأحياء وفي الطب يهتمون بالضغط الجزئي لكل من الأكسجين وثاني أكسيد الكربون. ويقصد بالضغط الجزئي تركيز تلك الغازات في محلول معين مثل الدم أو الماء. ويستعمل عادة الضغط الجزئي للتعبير عن وجود المادة في مخلوط بدلا عن إعطاء نسبة كمية المادة في المخلوط. ومن ضمن تلك المسائل أهمية معرفة نسب الغازات في الرئة، وخصوصا للغواصين والطيارين.

## قانون دالتون
قانون دالتون للضغط الجزئي، وضعه دالتون عام 1805، وينص على أن مجموع الضغوط الجزئية {\displaystyle p_{i}}
للغازات المثالية تساوي الضغط الكلي {\displaystyle p_{Total}}.فإذا كان لدينا عدد {\displaystyle k} من الغازات، يمكن كتابة الضغط الكلى كالآتي :
{\displaystyle p_{\mathrm {Total} }=\sum _{i=1}^{k}p_{i}}
وهذا يعني أن الضغط الجزئي للغاز رقم {\displaystyle i} يساوي حاصل ضرب نسبة وجود الغاز {\displaystyle y_{i}} في المخلوط في الضغط الكلي. مع العلم أن هذه العلاقة لا تأخذ في الحسبان تآثر قد يكون موجودا بين جزيئات الغازات، ولكن تلك التأثيرات تكون عادة مهملة. ويمكننا استعمال العلاقات المستنبطة للغاز المثالي (الذي لا توجد بين جزيئاته أية قوى تجاذبية أو تنافرية، وذراته أو جزيئاته نقطية لا حجم لها):
{\displaystyle p_{i}=y_{i}\cdot p}
وإذا كان عدد جزيئات الغاز {\displaystyle n_{i}} الموجودة للغاز {\displaystyle i} بالنسبة إلى العدد الكلي للجزيئات الموجودة لدينا في المخلوط فهذا يعادل نسبة وجوده في المخلوط {\displaystyle y_{i}} وفي نفس الوقت يعادل ضغطه الجزئي {\displaystyle p_{i}} بالنسبة للضغط الكلي للمخلوط {\displaystyle p_{\mathrm {Total} }}. ويمكن تمثيله بالعلاقة :
{\displaystyle {\frac {n_{i}}{n_{\mathrm {Total} }}}={\frac {p_{i}}{p_{\mathrm {Total} }}}}

## الضغط الجزئي للأكسجين في الهواء
نبين القائمة التالية تركيب الهواء الجاف في الحالة المعتادة، أي عند ضغط جوي مقداره 1013,25 هكتوباسكال(100 Pa).
ويمكننا وضع النسب الظاهرية (الحجمية) للغازات بنسب وجودها بالجرام في الهواء، حيث نعتبرهم غازات مثالية. غازات وقد أهملنا في هذه القائمة غازات أخرى لقلة نسبها.
| الغاز              | النسبة الحجمية % | الضغط الجزئي | الضغط الجزئي | الضغط الجزئي | الضغط الجزئي | الضغط الجزئي |
| الغاز              | النسبة الحجمية % | hPa          | kPa          | mmHg         | bar بار      |              |
| ------------------ | ---------------- | ------------ | ------------ | ------------ | ------------ | ------------ |
| الهواء             | 100,00           | 1013,25      | 101,325      | 759,96       | 1,01325      |              |
| نيتروجين           | 78,090           | 791,25       | 79,12        | 593,45       | 0,79125      |              |
| أكسجين             | 20,950           | 212,28       | 21,23        | 159,21       | 0,21228      |              |
| أرجون              | 0,927            | 9,39         | 0,939        | 7,04         | 0,00939      |              |
| ثاني أكسيد الكربون | 0,033            | 0,33         | 0,033        | 0,25         | 0,00033      |              |